# Pleopeltis macrocarpa
Pleopeltis macrocarpa là một loài thực vật có mạch trong họ Polypodiaceae. Loài này được (Bory ex Willd.) Kaulf. miêu tả khoa học đầu tiên năm 1820.